# Tegneseriealbum
Et tegneseriealbum er en tegneseriepublikation, som i udstyr ligger mellem et hæfte og en indbunden bog. Omslaget er af karton og trykkekvaliteten er på højde med bøger. Et meget almindeligt brugt format er 22x30 cm, lidt større end A4, og typisk 48 sider.